# Wojciech Kania (ksiądz)
Wojciech Kania (ur. 18 kwietnia 1911 w Grądach koło Brzeska, zm. 4 grudnia 2000 w Tarnowie) – polski duchowny katolicki, wykładowca patrologii oraz języka łacińskiego, greckiego i syryjskiego w Wyższym Seminarium Duchownym w Tarnowie, tłumacz tekstów Ojców Kościoła, rektor kościoła św. Trójcy w Tarnowie-Terlikówce.

## Życiorys
Był synem Wojciecha i Anny z domu Kania. Maturę zdał w 1931 w Tarnowie. Wstąpił do Wyższego Seminarium Duchownego w Tarnowie i 20 czerwca 1937 przyjął święcenia kapłańskie z rąk bpa Franciszka Lisowskiego. Był wikariuszem najpierw w Łącku (od 1937), a następnie w Mystkowie (od 1941). W 1941 Kania rozpoczął dalsze studia teologiczne, dojeżdżając przez kilka lat do Warszawy na tajne komplety. Na Wydziale Teologicznym Uniwersytetu Warszawskiego uzyskał dyplom magistra, a 14 czerwca 1946 doktora teologii ze specjalizacją z patrologii. Od 20 sierpnia 1946 pełnił funkcję wikariusza w Wojniczu, a od 27 września 1946 wikariusza tarnowskiej parafii katedralnej. Był katechetą w tarnowskich szkołach (m.in. Gimnazjum krawieckie i Technikum Mechaniczne), Dyrektorem Diecezjalnym Krucjaty Eucharystycznej (od 1947), członkiem Diecezjalnej Rady Duszpasterskiej (1948), notariuszem w Sądzie Diecezjalnym (1952–1959). Najważniejszą była jednak praca wykładowcy w Seminarium Duchownym (1951–1988) oraz duszpasterstwo w kościele na Terlikówce. Jednocześnie uzupełnił swoje studia nad j. syryjskim, które uwieńczył egzaminem na Katolickim Uniwersytecie Lubelskim w 1965. W Wyższym Seminarium Duchownym był wykładowcą patrologii (1951–1988), greki (1951–1988), łaciny (1956–1966) i niemieckiego (1956–1967). Od początku lat pięćdziesiątych związał się z kościołem w Tarnowie-Terlikówce, gdzie najpierw jako wikariusz katedralny, potem wikariusz eksponowany, a wreszcie rektor, prowadził i rozwijał duszpasterstwo. Tamtejszej wspólnocie pozostał wierny także wtedy, gdy w 1994 utworzono tam parafię i mianowany został nowy proboszcz. 19 stycznia 1976 przeprowadził przewód habilitacyjny w Akademii Teologii Katolickiej w Warszawie. W 1994 przeszedł na emeryturę. Ostatnie miesiące życia spędził w Domu Księży Emerytów w Tarnowie.
Tłumaczenia Ojców Kościoła dokonane przez Wojciecha Kanię stanowią znaczącą część wszystkich liczących się polskich serii patrystycznych. Szczególne zasługi ma w przybliżeniu polskim czytelnikom ojców syryjskich.
29 października 1956 został odznaczony EC, 10 października 1974 mianowano go kapelanem Ojca Świętego, a 24 października 1996 otrzymał godność prałata honorowego. Zmarł 4 grudnia 2000 i został pochowany na Starym Cmentarzu w Tarnowie.